# 上野真吾
上野 真吾（うえの しんご、1987年7月2日 - ）は、神奈川県を登録地としている競輪選手。日本競輪学校第93期生。師匠は渡邊秀明（競輪学校第68期生）。

## 来歴
神奈川県立秦野高等学校を経て、2006年に競輪学校に入校。2007年6月に行われた同校第3回記録会において、同校史上7人目のゴールデンキャップを獲得した。競輪学校における在校競走成績は第16位（18勝）。
2008年1月5日、平塚競輪場でデビューし2着。初勝利は同年1月26日の伊東温泉競輪場。